# كارل سوندرز
كارل سوندرز (بالإنجليزية: Carl Saunders)‏ (26 نوفمبر 1964 ببرمنغهام في المملكة المتحدة - ) هو لاعب كرة قدم بريطاني في مركز الهجوم. لعب مع أكسفورد يونايتد وستوك سيتي وسلايما واندريرز ونادي بريستول روفيرز ونادي هيبرنيانز ونادي والسول.

## وصلات خارجية
- كارل سوندرز على موقع قاعدة بيانات كرة القدم.إي يو (الإنجليزية)